# 전라남도 소방본부
전라남도 소방본부(全羅南道 消防本部, Jeonnam Fire Service)는 전라남도를 관할하는 전라남도청 산하의 소방본부이다. 
전라남도 장흥군 장흥읍 북부로 138에 위치하고 있다. 본부장은 소방감으로 보한다.
산하에 22개 소방서, 1개 소방항공대를 두고 있다.

## 연혁
- 1945년: 전라남도 경찰부 소방과 설치
- 1949년: 전라남도 경찰국 소방과로 변경
- 1992년: 소방본부 설치
- 2007년: 전라남도 소방본부 마크 변경

### 역대 본부장
| 대수 | 이름   | 임기                                |
| ---- | ------ | ----------------------------------- |
| 1대  | 장신회 | 1992년 4월 8일 ~ 1995년 5월 2일     |
| 2대  | 최성룡 | 1995년 5월 3일 ~ 1999년 5월 3일     |
| 3대  | 나승환 | 1999년 5월 4일 ~ 2000년 3월 14일    |
| 4대  | 서광석 | 2000년 3월 15일 ~ 2004년 1월 11일   |
| 5대  | 황정연 | 2004년 1월 12일 ~ 2005년 1월 23일   |
| 6대  | 최정주 | 2005년 1월 24일 ~ 2007년 7월 4일    |
| 7대  | 이양형 | 2007년 7월 5일 ~ 2009년 2월 5일     |
| 8대  | 문부규 | 2009년 2월 6일 ~ 2011년 3월 10일    |
| 9대  | 이태근 | 2011년 3월 11일 ~ 2011년 9월 26일   |
| 10대 | 박청웅 | 2011년 9월 26일 ~ 2012년 3월 28일   |
| 11대 | 이태근 | 2012년 3월 29일 ~ 2013년 10월 9일   |
| 12대 | 박청웅 | 2013년 10월 22일 ~ 2015년 12월 31일 |
| 13대 | 이형철 | 2016년 1월 1일 ~ 2018년 10월 4일    |
| 14대 | 변수남 | 2018년 10월 4일 ~ 2019년 9월 22일   |
| 15대 | 마재윤 | 2019년 9월 23일 ~ 2021년 12월 31일  |
| 16대 | 김조일 | 2022년 1월 1일 ~ 2023년 2월 20일    |
| 17대 | 홍영근 | 2023년 2월 21일 ~ 2024년 5월 26일   |
| 18대 | 오승훈 | 2024년 5월 27일 ~                   |

## 조직
| - 소방행정과 - 소방행정팀 - 소방지도팀 - 장비팀 - 소방정보통신팀 | - 방호구조과 - 방호팀 - 예방조사팀 - 구조팀 - 구급팀 - 소방항공대 | - 119안전종합상황실 - 종합상황관리 1·2·3팀 - 구급상황관리팀 - 안전상황팀 |  |

## 산하기관
| - 목포소방서 - 여수소방서 - 순천소방서 - 나주소방서 - 광양소방서 - 담양소방서 | - 보성소방서 - 해남소방서 - 영암소방서 - 영광소방서 - 화순소방서 - 강진소방서 | - 무안소방서 - 고흥소방서 - 곡성소방서 - 구례소방서 - 함평소방서 - 장성소방서 | - 장흥소방서 - 완도소방서 - 진도소방서 - 신안소방서 - 전라남도 소방항공대 |  |

## 사건사고
세월호 침몰 사고 당시 관할 문제로 소방항공대의 출동을 최초 접수 후 21분간 지시하지 않았던 것으로 밝혀졌다.

## 같이 보기
- 대한민국 소방청
- 대한민국의 소방
- 대한민국 소방공무원